# Lambert (Mississippi)
Lambert é uma cidade  localizada no estado americano de Mississippi, no Condado de Quitman.

## Demografia
Segundo o censo americano de 2000, a sua população era de 1967 habitantes.
Em 2006, foi estimada uma população de 1772, um decréscimo de 195 (-9.9%).

## Geografia
De acordo com o United States Census Bureau tem uma área de
2,1 km², dos quais 2,1 km² cobertos por terra e 0,0 km² cobertos por água. Lambert localiza-se a aproximadamente 48 m acima do nível do mar.

## Localidades na vizinhança
O diagrama seguinte representa as localidades num raio de 24 km ao redor de Lambert.